# Universitatea Al Akhawayn

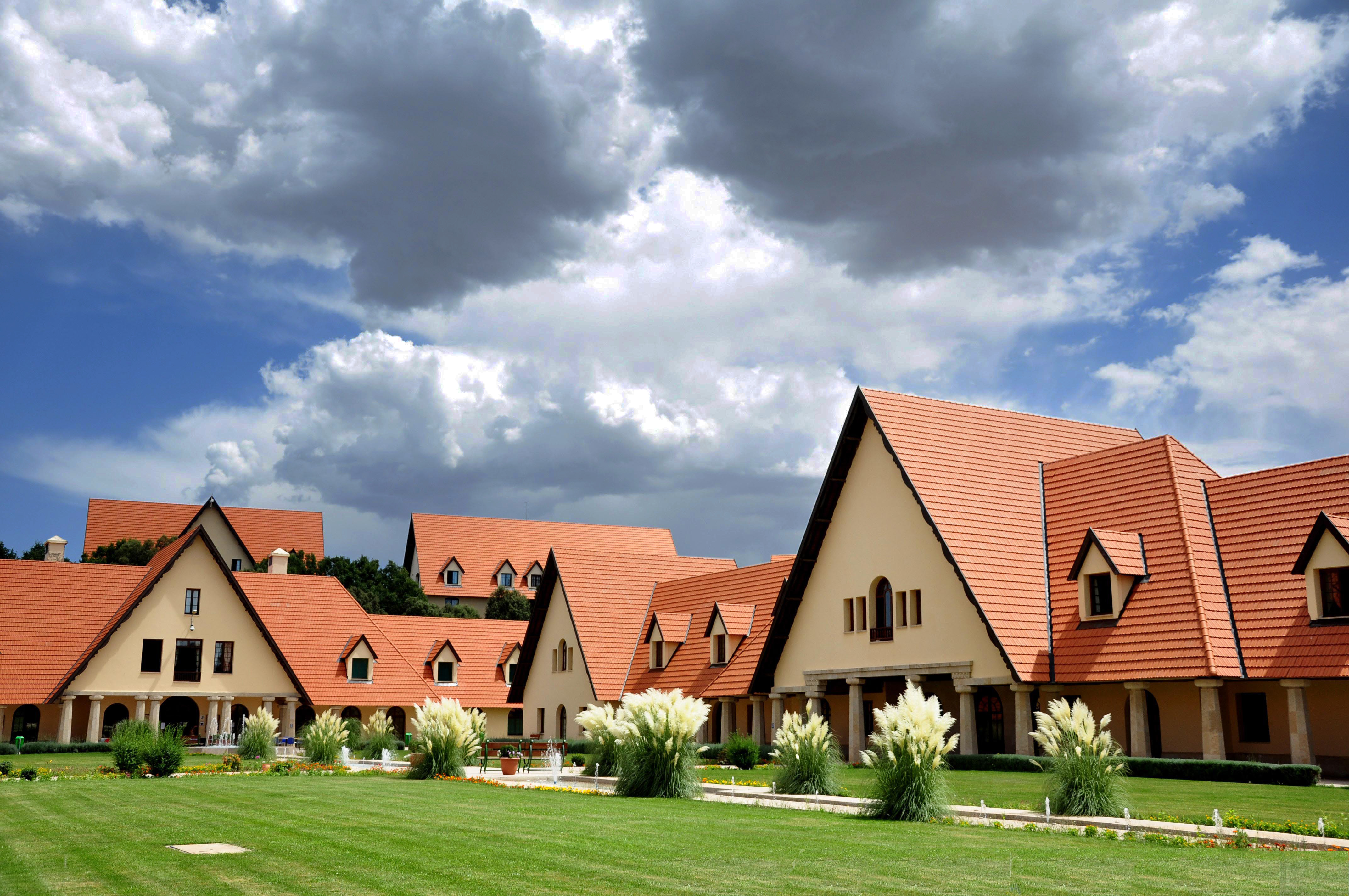
Campusul Al Akhawayn

Universitatea Al Akhawayn ( arabă جامعة الأخوين    , Berber : Tasdawit En Wawmaten ) este o universitate independentă, publică, fără scop lucrativ, situată în Ifran, Maroc, 70km din orașul imperial Fez, în mijlocul Munților Atlas de Mijloc. Limba de predare este limba engleză. 

## Istorie
Crearea Universității Al Akhawayn a fost finanțată în mare măsură de regele Fahd din Arabia Saudită, dintr-o dotare destinată curățării unui vărsat de petrol de pe coasta Marocului.  Curățarea n-a fost realizată niciodată, deoarece vântul a raspăndit vărsarea de petrol, iar dotarea a fost folosită pentru a crea universitatea. Universitatea Al Akhawayn a fost fondată prin Decret Regal (Dahir) în 1993 și inaugurată oficial de fostul rege Hassan II al Marocului la 16 ianuarie 1995. Denumirea arabă al-akhawayn, literalmente „cei doi frați”, se referă la cei doi regi respectivi. 

## Viața academică
Cu două mii de studenți cu normă întreagă care trăiesc și studiază împreună într-un campus rezidențial din orașul Ifrane, Atlasul Mijlociu, Al Akhawayn oferă opțiuni de licență și masterat în științe umaniste și sociale, știință și inginerie și administrarea afacerilor, toate ele conectate de un nucleu comun bazat pe modelul american de arte liberale. Universitatea oferă programe internaționale și de schimb. 

## Centre academice și institute
- Centrul de Limbi (LC) Arhivat în 7 mai 2020, la Wayback Machine.
- Centrul de Etică în Afaceri (CBE) Arhivat în 12 iunie 2018, la Wayback Machine.
- Institutul de Analize Economice și Studii de Prospectivă (IEAPS) Arhivat în 28 aprilie 2020, la Wayback Machine.
- Institutul de Cercetări în Științe Sociale (SSRI) Arhivat în 28 aprilie 2020, la Wayback Machine.
- Centrul de învățământ executiv (CEE) Arhivat în 28 aprilie 2020, la Wayback Machine.
- Centrul de împuternicire pentru femei Hillary Clinton (HCWEC) Arhivat în 28 aprilie 2020, la Wayback Machine.
- Centrul Azrou pentru Dezvoltare Comunitară Locală Arhivat în 28 aprilie 2020, la Wayback Machine.